# 아멘
유대교 성경과 기독교 성경에 나타나 있는 아멘(히브리어: אָמֵן amen; Greek: ἀμήν; 아랍어: آمين, ʾāmīn ; "So be it; truly")이란 단어는 "그러하다, 긍정적이다, 확실하다, 진실되다" 등을 표현하는 의미를 담고 있다. 유대교에서 아멘이란 단어는 초창기 문헌에 등장한다. 아멘이란 표현은 개신교 예배에서 받아들여졌으며, 기도가 끝나거나 성경 낭독이 끝날 때 주로 사용한다. 이슬람교에서는, 기도(du `ā´)가 끝날 때 주로 사용한다. 영어에서 아멘이란 단어에는 '진심으로, 진정으로, 참으로'라는 의미가 담겨있다. 특히 구어체로 매우 강력한 의사표시를 할 때 사용된다. '믿습니다'라는 의미도 내포하고 있다. 예를 들면, amen to that.으로 말하는 식이다.

## 발음
국립국어원의 국어사전에 따르면 아멘이라는 감탄사는 한국어로는 애맨이나 아민이 아닌 아멘이라고 말하는 것이 외래어 표기에 부합한다고 명기하고 있다. 영어로는 amen 혹은 ah-men(/ɑːˈmɛn/), ay-men(/eɪˈmɛn/)이라고 발음하기도 한다.
길게 늘여서 감탄하는 "아-멘"(/ɑːˈmɛn/)은 유럽의 고전음악에서 자주 등장하거나, 유대교 회합이나 개신교 교인들이 종교적 의식이나 예배를 드릴 때 사용한다. "에이-맨"(/eɪˈmɛn/)이라는 감탄어구는 15세기 무렵 주로 아일랜드계 개신교나 복음주의교파에서 찬송가를 부를 때부터 사용해왔다.
이슬람교에선 아-민(ʾĀmīn)이란 감탄사를 주로 기도가 끝날 때나, 코란(surah)의 첫 장이 끝날 때 사용한다.

## 어원

Amen in East Syriac Aramaic

그러할지어다란 의미를 가진 아멘이란 감탄사는 히브리어로 적힌 성경의 초판본에 주로 등장한다; 하지만 기원에 대해서 더 오래 거슬러 올라가다 보면, 아멘이란 말은 아람어나 시리아어 등의 셈족의 언어에서 유래했다는 것이 좀 더 타당하다. 아멘은 그리스 초기교회 당시 유대교로부터 유입되었다. 그 후 아멘은 그리스로부터 서양 각국의 언어로 흘러들어갔다. 사전의 어원에 따르면, 아멘은 그리스어에서 라틴어로 그리고 라틴어에서 영어로 옮겨갔음을 알 수 있다. 중세 프랑스시대 랍비학자들에 따르면, 믿음을 뜯하는 히브리어 emuna란 단어가 사실 아멘에서 유래했다고 봤다. 하지만 영어학자들에 따르면, emuna와 amen은 동일한 고대 3자음 히브리어 단어인 aleph-mem-nun에서 유래했다고 본다.
예수시대 유대인들의 일상의 언어는 히브리어(Hebrew)였으며 이에 따라 성경에서 예수는 제자들을 가르치실 때 그들의 경각심을 불러 일으키기 위해 '아멘 레고 휘민'(Amēn legō hymin)이라는 표현을 자주 사용하였다. 아멘은 히브리어로 '진실로'를 의미하는 것으로 '내가 진실로 너희에게 말한다'로 번역된다. 이에 대해 무신론자들은 아멘은 이집트 '아문-라' 신화에서 유래한 것이며 '아문'이 '아멘'의 유래라고 비약(飛躍)한다.
아랍어에서는 이 단어가 히브리어처럼 3자음 단어인 ʾĀmana (아랍어:  آمن)에서 유래했다고 본다.
그중 신지학자들과, 아프리카 역시학 지지자들,  그리고 심오주의 기독교주의자들이 주장하는 학설은 바로 아멘이 이집트 신인 아멘(아몬, 아민 등으로 불리기도 한다)이라는 이름에서 유래했다는 것이다. 다른 학자들은 동양권에서는 아멘이라는 단어를 힌두 산스크리트어인 옴이라는 신성한 주어에서 파생되었다고 말하기도 한다.

## 이슬람교에서의 아멘 (아민)

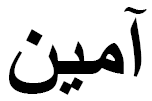
ʾĀmīn in Arabic.

이슬람교에서는 아민ʾĀmīn(آمين)을 기도를 끝내면서, 특히 유대교나 개신교처럼 코란의 낭송을 끝내면서 사용한다. 또한 이슬람권 국가에서 무슬림들이 아민을 무언가를 기도하면서 축복을 바라는 의미로 많이 사용한다. 예를 들어, '세계 모든 사람들이 평화와 화합을 누릴 수 있기를 바랍니다. 아민.' 이런식으로 사용한다.

## 같이 보기
- 셀라

## 참조문헌
1. 1 2  “Amen”. Catholic Encyclopedia. 2007년 9월 5일에 원본 문서에서 보존된 문서. 2007년 8월 20일에 확인함.
2. 1 2 3  하퍼, 더글러스. “amen”. 《온라인 어원 사전》. 2007년 8월 20일에 확인함.
3. ↑  Numbers 5:22, Deuteronomy 27.15-26, for example.
4. ↑  Microsoft Encarta Dictionary Tools. Retrieved 20 August 2007
5. ↑  Paul Joüon, SJ, A Grammar of Biblical Hebrew, trans. and revised by T. Muraoka, vol. I, Rome: Editrice Pontificio Instituto Biblico, 2000.
6. ↑  “G281”. Strong's Concordance. 2009년 6월 7일에 원본 문서에서 보존된 문서. 2008년 2월 20일에 확인함.
7. ↑  “Amen”. Jewish Encyclopedia. 2008년 2월 16일에 원본 문서에서 보존된 문서. 2008년 2월 19일에 확인함.
8. ↑  “Amen”. American Heritage Dictionary. 2008년 2월 26일에 확인함.
9. ↑  “King James Bible Strong's Hebrew Dictionary”. 2008년 2월 13일에 원본 문서에서 보존된 문서. 2008년 2월 26일에 확인함.
10. ↑  “COLLATION OF THEOSOPHICAL GLOSSARIES – Amen”. 2008년 3월 15일에 원본 문서에서 보존된 문서. 2008년 3월 12일에 확인함.
11. ↑  The Origin of the Word Amen, Ed. by Issa & Faraji, Amen Ra Theological Seminary Press.  보관됨 2010-02-03 - 웨이백 머신 as quoted in the Lexington Herald-Leader, "Scholar traces origins of 'Amen' He says word is of African, not Hebrew, origin",  December 2007,
12. ↑  “Assembly of Yahweh, Cascade (an Assembly of True Israel, of the Diaspora) – Words and Definitions critical to the correct understanding of the Scriptures and Christianity”. 2008년 2월 26일에 원본 문서에서 보존된 문서. 2008년 3월 12일에 확인함.
13. ↑  “Amen”. The Assembly of IaHUShUA MaShIaChaH. 2005년 12월 15일. 2008년 2월 6일에 원본 문서에서 보존된 문서. 2008년 3월 13일에 확인함.
14. ↑  Yogananda, Paramahansa. Autobiography of a Yoga, 1946, chapter 26.
15. ↑  Sri H.W.L Poonja, 'The Truth is', Published by Samuel Weiser, 2000, ISBN 1-57863-175-0
16. ↑  “Mandala Yoga”. 2010년 9월 18일에 원본 문서에서 보존된 문서. 2010년 11월 22일에 확인함.
17. ↑  “Om, Amen and Amin”. 2015년 9월 6일에 원본 문서에서 보존된 문서. 2015년 9월 2일에 확인함.
18. ↑  Hastings, James (2004) [1901]. 《A Dictionary of Christ and the Gospels: Volume I》. The Minerva Group, Inc. 52쪽.
19. ↑  Glassé, Cyril (2003). 《The New Encyclopedia of Islam》. Stacey International. 48쪽.

## 참고 문헌
- Schnitker, Thaddeus A. "Amen." In The Encyclopedia of Christianity, edited by Erwin Fahlbusch and Geoffrey William Bromiley, 43-44. Vol. 1. Grand Rapids: Wm. B. Eerdmans, 1999. ISBN 0802824137